# Грб Малија
Грб Малија је званични хералдички симбол афричке државе Републике Мали. Грб је усвојен 1973. године.

## Опис
Грб је округлог облика. Унутар грба се налази Велика џамија у Ђенеу, лешинар, излазеће сунце и два лука и стреле. Око грба се налазе натписи République du Mali (ср. Република Мали) и Un Peuple, Un But, Une Foi (ср. Један народ, један циљ, једна вера).